# لجنة الحقيقة والمصالحة (جنوب إفريقيا)
لجنة الحقيقة والمصالحة في جنوب أفريقيا (بالإنجليزية: Truth and Reconciliation Commission : TRC) لجنة أنشئت بمقتضى «قانون تعزيز الوحدة الوطنية والمصالحة لعام 1995» (بالإنجليزية: Promotion of National Unity and Reconciliation Act)، أثناء رئاسة نيلسون مانديلا للبلاد الذي وصل إلى السلطة قبل ذلك بعام في سياق تحول ديمقراطي لإنهاء نظام الفصل العنصري وهيمنة الأقلية البيضاء في جنوب أفريقيا.
ترأس اللجنة رئيس الأساقفة ديزموند توتو. وكان الهدف الرئيسي للجنة «الوصول لمصالحة الوطنية بين الضحايا والجناة» بعد تحديد جميع انتهاكات حقوق الإنسان التي ارتكبت انطلاقا من مجزرة شاربفيل في عام 1960، في ذروة سياسة الفصل العنصري التي بدأته في عام 1948 حكومة جنوب أفريقيا.
في عام 1991، كان الرئيس دي كليرك قام بإنشاء لجنة غولدستون للتحقيق في مزاعم عن وحشية الشرطة وقعت بين عام 1991 و أول انتخابات عامة غير عنصرية.

## وصلات خارجية
- موقع اللجنة نسخة محفوظة 27 يونيو 2023 على موقع واي باك مشين.
- لجنة الحقيقة والمصالحة (جنوب أفريقيا) على موقع موسوعة المعرفة.